# Dorcelina Folador
Dorcelina Oliveira Folador (Guaporema, 27 de julho de 1963 – Mundo Novo, 30 de outubro de 1999) foi uma professora, poeta, artista plástica, ativista do campo e política brasileira. 
Eleita para a prefeitura de Mundo Novo pela segunda vez, em 1999, cidade que fica a 460 quilômetros de Campo Grande, Dorcelina foi assassinada com dez tiros, na varanda de casa, a mando de um funcionário da prefeitura e ex-coordenador de campanha, Jusmar Martins da Silva.

## Biografia
Dorcelina nasceu no município de Guaporema, no Paraná, em 1963, mas morava em Goioerê, também no Paraná. A família mudou-se para Mundo Novo, em 1974, quando Dorcelina tinha onze anos de idade. De família muito pobre, era a filha mais nova entre os sete filhos do casal. Na infância, contraiu poliomielite, o que a deixou com uma deficiência na perna esquerda. Por conta da perna com deficiência, sofria preconceito na escola.
Ainda jovem, começou a frequentar a comunidade católica da cidade com a família, onde se tornou uma de suas líderes, na Pastoral da Juventude. Também participou da Juventude Mensageira do Amor Cristão (JUMAC), da qual se tornou presidente, realizando trabalhos comunitários. Começou a circular entre os grupos menos favorecidos da cidade e se tornou correspondente do jornal nacional do Movimento dos Trabalhadores Rurais Sem Terra (MST) em Mundo Novo, o Jornal dos Sem Terra, onde atuou por cinco anos, relatando os feitos do movimento e a repressão e perseguição da parte de políticos e fazendeiros da região.
Casou-se com Cezar Folador, com quem teve duas filhas, Jéssica e Indira. Em 1987, participou da fundação do Partido dos Trabalhadores (PT) em Mundo Novo. Por duas vezes tentou se eleger deputada estadual, mas não conseguiu. Em outubro de 1996, elegeu-se prefeita de Mundo Novo, com cerca de 46% dos votos válidos.

## O assassinato
O mandante do assassinato foi Jusmar Martins da Silva, amigo de Dorcelina e apoiador da campanha da prefeita. Ele teria ficado decepcionado por ter investido tanto tempo e dinheiro na campanha da prefeita em 1996, para ganhar uma secretaria e depois ser exonerado em 1997. Além disso, Dorcelina teria enfrentado a máfia política ao exonerar de seus cargos vários suspeitos de integrar grupos que visavam os interesses de fazendeiros e políticos da região.
Decepcionado por Dorcelina tê-lo demitido e por não empregar alguns de seus amigos, Jusmar contratou um pistoleiro, com o auxílio de Maurício Fernandes da Silva, filiado ao PMN da cidade. O pistoleiro, Manoel José Idalgo, teria recebido a arma e R$ 2.500,00 para matar a prefeita. Manoel pulou o muro da residência de Dorcelina no dia 30 de outubro de 1999. Ela estava na varanda de casa, no bairro Copagril, conversando com as filhas e o marido, Cezar. Quando Cezar foi para os fundos da residência, Manoel sacou a pistola automática calibre 380 e lhe desferiu dez tiros, sendo seis nas costas, dois na clavícula e dois na parede da casa. Ao fugir do local, Manoel parou o carro sobre a ponte do rio Paraná e arremessou a arma na água.
Dorcelina foi sepultada no cemitério municipal, em 1 de novembro de 1999, com a presença de lideranças do PT e do município.
Em 2003, Jusmar acusou o cunhado, Kleber Corrêa da Souza, que era vice-prefeito e assumiu a administração municipal em 1999 com a morte dela, de ser o verdadeiro mandante do assassinato. A acusação foi feita por Jusmar na manhã do julgamento, no tribunal do Júri, no Fórum de Campo Grande. Jusmar alegou que não aguentava mais ser acusado sozinho pelo crime. Um inquérito foi aberto para investigar a participação de Kléber, já que inicialmente a promotoria acreditava em um crime de vingança por Jusmar ter sido demitido da administração de Mundo Novo.

## Condenação
O primeiro julgamento do caso foi feito no dia 24 de fevereiro de 2003, onde Theófilo Stocker, morador do norte paranaense que teria ajudado o autor dos disparos a esconder a arma e teria idealizado toda a sequência do crime; Valdenir Machado, irmão do atirador, Getúlio Machado, e Esmael Meurer Silveira, dupla que ajudou o assassino a fugir a treze anos de reclusão no regime fechado. Além disso, Roldão Teixeira de Carvalho, despachante que teria auxiliado nos pagamentos pela execução, foi condenado em 18 de março do mesmo ano a dez anos e quatro meses de prisão.
Dez anos depois dos assassinatos, uma decisão do desembargador soltou os assassinos.